# Chó Jindo
Chó Jindo Hàn Quốc (tiếng Hàn: 진돗개; Hanja: 珍島犬, Hán-Việt:Trân Đảo Chó, tiếng Anh: Korean Jindo) là một giống chó săn có nguồn gốc từ Hàn Quốc.

## Tổng quan
Chó Jindo có cùng tên với đảo Jindo, tây nam Hàn Quốc. Trước năm 1970 đảo này hầu như biệt lập với thế giới bên ngoài, cho tới khi có cây cầu nối nó với đất liền. Ngoài cư dân đảo Jindo, phần lớn dân Hàn Quốc không biết một giống chó thuần chủng nào cả. Jindo rất gắn với người, là giống chó thông minh, có hệ khứu giác cực kỳ phát triển. Chúng có thể tự tìm đường về nhà từ khoảng cách hàng trăm km.
Jindo cũng có bản năng săn bắt phát triển và có sức mạnh khác thường. Chúng có thể nhảy qua các tường rào cao tới 3 mét. Jindo được dùng trong quân đội và là giống chó đánh hơi rất tốt. Chúng được xếp hạng thứ 53 trong các báu vật tự nhiên được bảo vệ của Hàn Quốc. Jindo còn có màu lông đen, đen-trắng, hay đỏ, trắng. Do lông chúng ngấm nước nên chúng rất sợ bị ướt, luôn tránh xa các vũng nước hay rất cảnh giác với các vòi nước trong vườn cũng như rất miễn cưỡng khi bị lôi đi tắm.

## Đặc Điểm
Chó Jindo là giống chó có kích thước trung bình, cơ thể thanh thoát nhưng cơ bắp khá phát triển. Chó Jindo khi trưởng thành có chiều cao từ 45 – 55 cm và nặng từ 15 – 23 kg. Màu sắc lông khá đa dạng như màu trắng, vàng nhạt, nâu, đen, đỏ, xám, vện.... Bộ lông hai lớp dày nhưng thấm nước nên chúng rất sợ bị ướt, nên luôn tránh xa và cảnh giác với những nơi có nước cũng như rất miễn cưỡng khi bị lôi đi tắm.
Đầu cân đối so với cơ thể, trán phẳng, mắt hình quả hạnh, tương đối nhỏ và thường mắt màu vàng nâu hay đỏ, mũi to và rất thính nên chó Jindo được dùng làm chó đánh hơi trong quân đội. Miệng hơi vuông, hàm răng chắc khỏe. Tai của chó Jindo có hình tam giác, thường hướng về phía trước, đuôi dài và xù thường cuộn sau lưng.
Loài chó này có tứ chi phát triển và có sức mạnh phi thường giúp đuổi bắt con mồi và chúng có thể nhảy qua các tường rào cao tới 3 mét.

## Tính nết
Chó Jindo rất trung thành với chủ nhân của mình, có một số trường hợp con chó không ăn bất cứ thứ gì ngoài trừ chủ nhân cho ăn và chỉ tuân theo mệnh lệnh của chủ với 100% lòng trung thành. Chúng rất thông minh, có thể thực hiện nhiều nhiệm vụ khác nhau để làm hài lòng chủ nhân của mình.
Không chỉ nổi tiếng với bản tính dũng cảm, chó Jindo cũng rất tốt bụng và dịu dàng hơn với trẻ em và các giống vật nuôi khác.
Chúng có khả năng quan sát phản ứng cũng như cảm nhận tình cảm của chủ nhân đối với những người khác mà có hành động đáp lại phù hợp, có thể phân biệt một người là bạn hay kẻ thù, người quen hay người lạ. Chúng rất cảnh giác đối với người lạ và là một giống chó trông nhà xuất sắc.
Khả năng khôn ngoan của nó trong săn bắn được đánh giá cao trên thế giới. Bởi vậy, với khả năng cùng sức mạnh của mình, chó Jindo được sử dụng trong ngành quân đội và cảnh sát.
Tuổi thọ trung bình của chó Jindo từ 10 đến 14 năm. Giống chó này tương đối khỏe mạnh, chỉ cần chú ý một chút về bệnh suy giáp. Vì vậy trong quá trình chăm sóc và nuôi dưỡng, bạn cũng nên cho chúng kiểm tra sức khỏe định kỳ để sớm phát hiện và chữa trị bệnh kịp thời (nếu có).
Chó Jindo thích hợp với nhiều không gian sống khác nhau, phù hợp nhất vẫn là một không gian rộng lớn, nhà có sân vườn, thoáng đãng để tạo cho chúng không gian để chạy nhảy. Nếu sống ở những căn hộ nhỏ, bạn nên thường xuyên cho chúng đi dạo, chạy bộ từ 20 – 40 phút là có thể đáp ứng các yêu cầu tập thể dục hàng ngày của giống chó này.